# Francesca McGhie
Pas d'image ? Cliquez ici

a Compétitions nationales et continentales officielles uniquement.

b Matchs officiels uniquement.
Dernière mise à jour le 4 juin 2025.
Francesca McGhie, née le 7 mai 2003 à Édimbourg (Écosse), est une joueuse internationale écossaise de rugby à XV, évoluant aux postes d'arrière ou ailier. Elle joue aux Ealing Trailfinders.

## Biographie
Francesca McGhie nait le 7 mai 2003 à Édimbourg en Écosse. Elle pratique d'abord la danse au prestigieux Royal Conservatoire of Scotland.[réf. nécessaire] Elle commence la pratique du rugby à XV à quinze ans avec le club d'East Lothian and Border. En 2019, elle rejoints le Watsonian FC (en), avec lesquels elle remporte le championnat d'Écosse en 2022.
En janvier-février 2023, elle dispute la première édition du Celtic Challenge avec l'équipe des Thistles.
Elle fait ses débuts en équipe d'Écosse contre l'Angleterre à l'occasion du Six Nations 2023. Son premier essai est inscrit contre l'Irlande.
À l'intersaison, elle signe aux Leicester Tigers en compagnie de trois de ses coéquipières du XV du Chardon (Eva Donaldson, Elis Martin, et Evie Wills).
À l'automne 2023, elle remporte avec l'équipe d’Écosse la première édition du WXV 2, organisée en Afrique du Sud. Elle est nommée par World Rugby pour le titre de Révélation féminine de l'année (remporté par Katelyn Vahaakolo). Elle est ensuite sélectionnée pour le Tournoi des Six Nations 2024, dont elle joue trois rencontres[réf. nécessaire].
En 2024-2025, elle est à nouveau appelée pour le WXV, où elle inscrit deux essais[réf. nécessaire], puis pour le Tournoi des Six Nations, où elle est titulaire durant toute la compétition (deux essais). À la fin de la saison, elle quitte les Leicester Tigers et rejoint les Ealing Trailfinders, où elle retrouve notamment ses compatriotes Caity Mattinson, Chloe Rollie et Lisa Thomson.

## Palmarès

### En club
- Vainqueur du Championnat d'Écosse en 2022.

### En équipe nationale
- Vainqueur du WXV 2 en 2023.